# Роговате
Рогова́те, або Погорілля (рос. Роговатое) — село, підпорядковане Старооскольській міськраді Бєлгородської області, Росія.
Село розташоване за 39 км на схід від міста Старий Оскол.
Населення села становить 3 023 особи (2002).
Роговате розташоване на вододілі річок Борова та Скупа Потудань, твірних річки Потудань, правої притоки Дону.